# Hans Aeschbacher

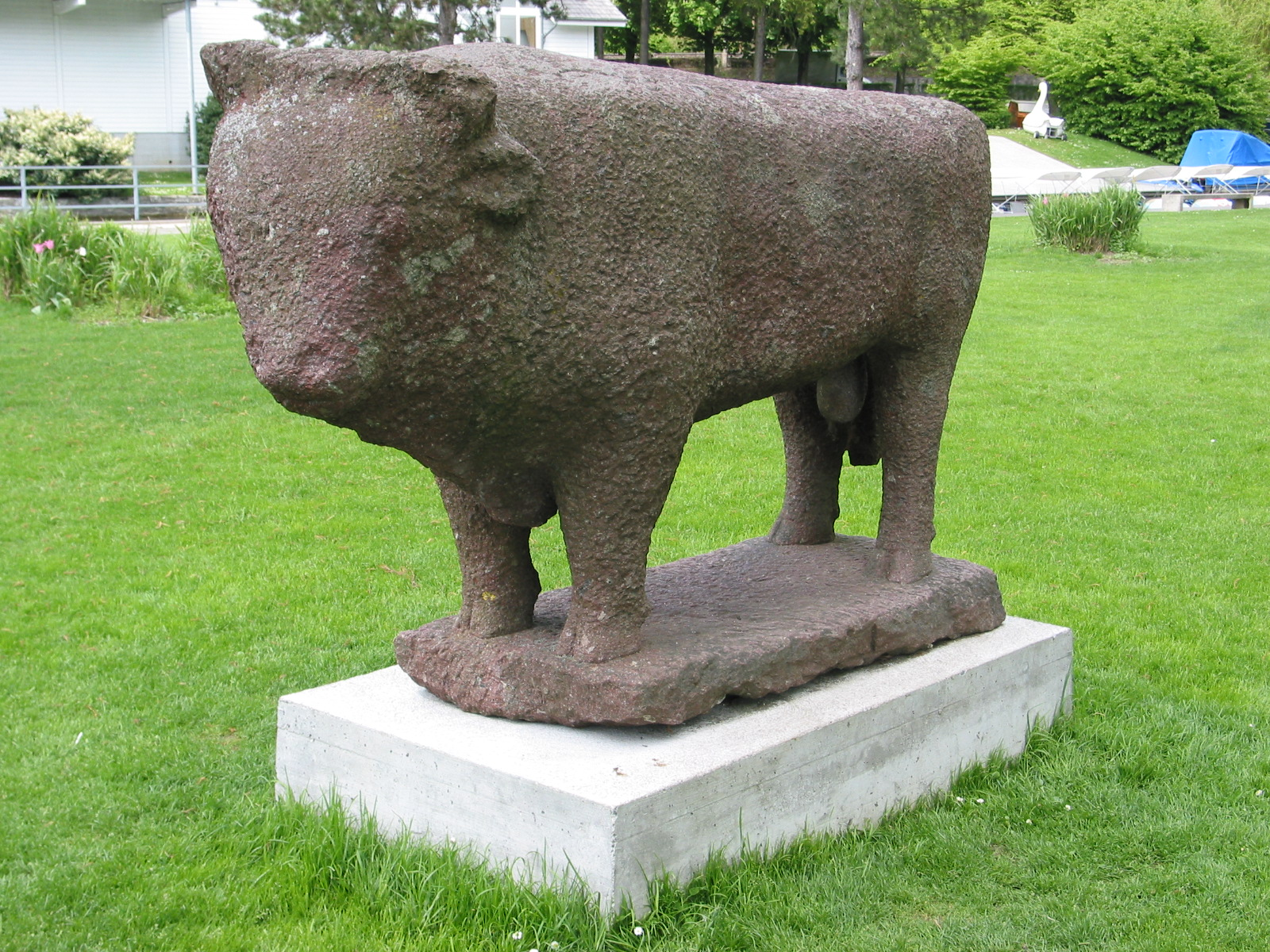
Toro (1947), Biel/Bienne.

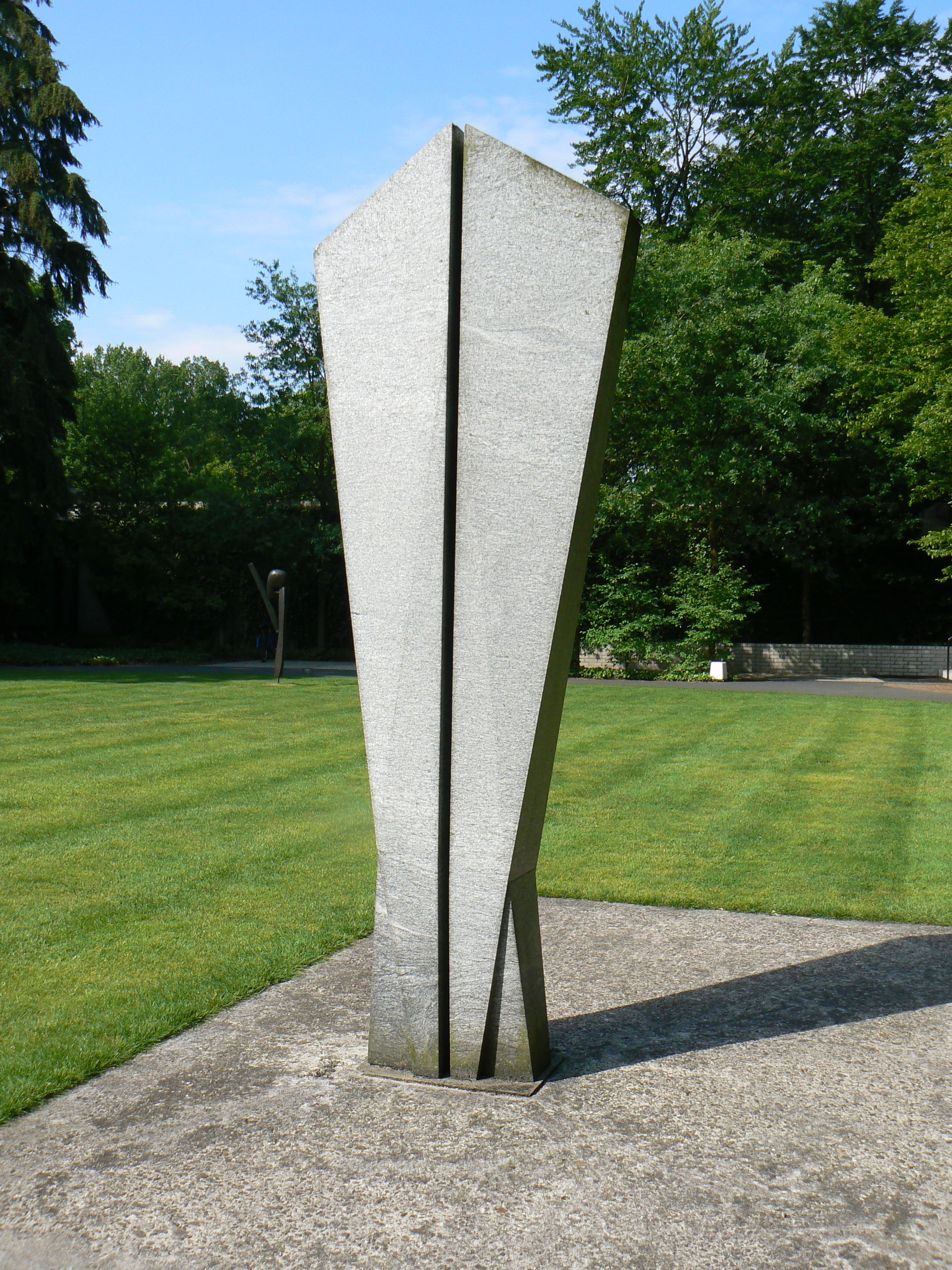
Grande figura I (1961), Kröller-Müller Museum.

Hans Aeschbacher (Zurigo, 18 gennaio 1906 – Russikon, 27 gennaio 1980) è stato un pittore e scultore svizzero.

## Vita e opera
Hans Aeschbacher, nato a Russikon (cantone di Zurigo), seguì una formazione da stampatore, in seguito cominciò a dipingere come autodidatta. Fino agli anni '30 dipinse specialmente paesaggi e ritratti. Dal 1936 iniziò a scolpire.

## Opere (selezione)
- Stier (1947), Bienne, Svizzera (posta nel 1954)
- Harfe (1953)
- Figur II (1955), Österreichischer Skulpturenpark a Unterpremstätten
- Figur (1956), Seepromenade Zürichsee a Zurigo, Svizzera
- Grosse Figur I (1961), Beeldenpark van het Kröller-Müller Museum a Otterlo, Paesi Bassi
- Figur IV (1967), Kulturzentrum Bregenz-Schendlingen, Austria
- Figur I (1969), Hakone Open-air Museum a Hakone, Giappone
- Figur I (1970), Spital Triemli a Zurigo, Svizzera
- Figur I (in cemento, 1979), Zurigo, Svizzera